# Daniel Koppelkamm
Daniel Koppelkamm (* 14. Dezember 1959 in Saarbrücken) ist ein deutscher Kameramann.

## Leben
Koppelkamm machte 1978 sein Abitur an einer Fachschule für Design und Fototechnik. Von 1981 bis 1983 absolvierte er eine Ausbildung an der Staatlichen Fachschule für Optik und Fototechnik. Bis 1992 arbeitete er anschließend als Assistent und Steadicam-Operator für Kameramänner wie Wolfgang Dickmann, Xaver Schwarzenberger, Jürgen Jürges, Klaus Deubel, Gernod Roll und Raoul Coutard. Seitdem arbeitet er als freier Kameramann. Nachdem er anfangs für Fernsehserien drehte, debütierte er als Kameramann 1995 mit dem dreiteiligen Fernsehfilm Das Schwein mit Götz George in der Hauptrolle.
Daniel Koppelkamm ist Mitglied im Berufsverband Kinematografie (BVK).

## Filmografie (Auswahl)
- 1987: Hans im Glück
- 1988: Tatort – Winterschach, Regie: Hans-Christoph Blumenberg
- 1992: Tatort – Tod eines Wachmanns, Regie: Ilse Hofmann
- 1992: Tatort – Unversöhnlich, Regie: Ilse Hofmann
- 1993: Tatort – Deserteure, Regie: Ilse Hofmann
- 1994: Tatort – Die Frau an der Straße, Regie: Ilse Hofmann
- 1995: Das Schwein – Eine deutsche Karriere, 3 × 90 min, Regie: Ilse Hofmann
- 1996: Tatort – Lockvögel
- 1998: 36 Stunden Angst, Regie: Jörg Grünler
- 2000: Tatort – Quartett in Leipzig
- 2000: Verbotenes Verlangen – Ich liebe meinen Schüler, Regie: Zoltan Spirandelli
- 2002: Ein ganzer Kerl für Mama, Regie: Zoltan Spirandelli
- 2003: Das Wunder von Lengede, Regie: Kaspar Heidelbach
- 2003: Der zehnte Sommer, Kino, Regie: Jörg Grünler
- 2004: Drechslers zweite Chance, Regie: Jobst Oetzmann
- 2005: Tatort – Schattenhochzeit
- 2005: Die letzte Schlacht, Regie: Hans-Christoph Blumenberg
- 2006: Der Untergang der Pamir, Regie: Kaspar Heidelbach
- 2006: Geküsst wird vor Gericht,  Regie: Zoltan Spirandelli
- 2007: Das Duo – Liebestod
- 2008: Tatort – Müll
- 2008: Mein Herz in Chile, Regie: Jörg Grünler
- 2008: Im Meer der Lügen (2-teiliger Fernsehfilm)
- 2008–2013: Stubbe – Von Fall zu Fall (Fernsehserie)
  - 2008:  Auf dünnem Eis
  - 2011:  Der Stolz der Familie
  - 2013:  Gefährliches Spiel
- 2009: Romeo und Jutta, Regie: Jörg Grünler
- 2009: Marie Brand und die Nacht der Vergeltung
- 2011: Liebe am Fjord – Das Ende der Eiszeit
- 2011: Liebe am Fjord – Das Meer der Frauen, Regie: Jörg Grünler
- 2012: Die Wüstenärztin, Regie: Jörg Grünler
- 2012: Liebe am Fjord – Abschied von Hannah, Regie: Jörg Grünler
- 2013: Almuth und Rita, Regie: Niki Müllerschön
- 2013: Freundinnen, Regie: Niki Müllerschön
- 2013: Schimanski: Loverboy, Regie: Kaspar Heidelbach
- 2013: Von einem Tag zum anderen, Regie: Zoltan Spirandelli
- 2013: Liebe am Fjord – Sog der Gezeiten, Regie: Jörg Grünler
- 2014: Die Kraft, die Du mir gibst, Regie: Zoltan Spirandelli
- 2014: Besondere Schwere der Schuld, Regie: Kaspar Heidelbach
- 2014: Die wilde Kaiserin, Regie: Kai Meyer-Ricks
- 2014: Hit, Regie: Niki Müllerschön
- 2014: Werbespot: Bank24, Regie: Niki Müllerschön
- 2014: Unterwegs mit Elsa
- 2015: Rache,  Regie: Niki Müllerschön
- 2016: Almuth und Rita, Teil 2, Regie: Niki Müllerschön
- 2016: Spuren der Rache, Regie: Niki Müllerschön
- 2018: Tatort – Bausünden
- 2018: Stralsund – Waffenbrüder, Kaspar Heidelbach
- 2019: Der Bozen-Krimi – Zündstoff, Regie: Kaspar Heidelbach
- 2019, 2020: SOKO Kitzbühel, 2 Folgen, Regie: Rainer Hackstock
- 2021: Der Spalter, Regie: Susanna Salonen
- 2022: SOKO Wien, Regie: Sophie Allet-Coche